# Cherif Merabet
Cherif Merabet, né le 18 août 1980 à Oran, est un coureur cycliste algérien.

## Palmarès et résultats

### Palmarès par année
- 2002
  - 3e du championnat d'Algérie du contre-la-montre
- 2003
  -  Champion d'Algérie sur route
  - 3e du Tour du Sénégal
- 2004
  -  Champion d'Algérie sur route
- 2005
  -  Champion d'Algérie sur route
- 2006
  -  Champion d'Algérie sur route
- 2007
  -  Champion d'Algérie sur route
- 2008
  - Tour des Aéroports
  - 3e du championnat d'Algérie sur route

### Classements mondiaux
| Année                                 | 2009 |
| ------------------------------------- | ---- |
| UCI Africa Tour                       | 143e |
|                                       |      |
| Légende : nc = non classéSource : UCI |      |